# Esa horrible fortaleza
Esa horrible fortaleza: cuento de hadas moderno para los crecidos es una novela escrita por C. S. Lewis en 1945, el libro final en la ficción de ciencia teológica de Lewis Trilogía Espacial. Los acontecimientos de esta novela siguen aquellos de Fuera del Planeta Silencioso y Perelandra y una vez más presentan al filólogo Elwin Ransom. Pero, a diferencia de los acontecimientos de las otras dos novelas, la historia tiene lugar en la Tierra y no en otro lugar del Sistema Solar. La historia implica un instituto aparentemente científico, el N.I.C.E., un lugar de fuerzas sobrenaturales siniestras.
La novela está fuertemente influenciada por la escritura del amigo y socio de Lewis Inkling Charles Williams, y es marcadamente distópica en estilo. En el prefacio del libro, Lewis reconoce al escritor de ciencia ficción Olaf Stapledon y su trabajo: "Señor Stapledon es tan rico en invención que bien puede darse el lujo de prestar, y admiro su invención (aunque no su filosofía) tanto que no tendría que sentir ninguna vergüenza de tomar prestado."
En el prefacio, Lewis declara que el punto de la novela es el mismo de su trabajo de no ficción en 1943, La Abolición de Hombre, el cual argumenta que  hay leyes naturales y valores objetivos que la educación tendría que enseñar a los niños a reconocer.
El título de la novela está tomado de un poema escrito por David Lyndsay en 1555, Ane Dialog betuix Experience and ane Courteour, también conocido como El Monarche. La copla en cuestión se refiere a la Torre de Babel.